# Gizela Kocoureková
Gizela Kocoureková (született Holinová) (Zsarnóca, 1892. április 2. – Vágbeszterce, 1975. április 26.) szlovák írónő.

## Élete
Szülei Ján Holina és Anna Vicianová voltak.
Munkásként dolgozott Besztercebányán, 1924-1929 között varrónőként és női kalaposként. 1929-1942 között előbb Zlínben, majd Rózsahegyen és Vágbesztercén élt. 1950-től rokkant nyugdíjas.
Önéletrajzi elbeszéléseket írt (Dve sestry, Príbehy zo života ľudu, Noví ľudia). 1947-től vezette jegyzeteit (Moje zápisky)
Művét 1974-ben televízióban is bemutatták E. Galandová forgatókönyve alapján, illetve lefordították cseh és magyar nyelvre is.

## Művei
- 1973 Zelma